# Второе контрнаступление каддафистов
Второе контрнаступление каддафистов, также Первая битва в заливе Сидра — операция войск Муаммара Каддафи на Восточном фронте (побережье залива Сидра) гражданской войны в Ливии 2011 года. Правительственная армия, несмотря на бомбардировки НАТО и предыдущие поражения, сумела оттеснить повстанцев из-под Сирта до Адждабии, отвоевав Бен-Джавад, Рас-Лануф, Нофалию и Брегу. Во многом успехи объясняются: переходом каддафистов от бронетехники к джипам; отсутствием дисциплины, нехваткой топлива и оружия, растянутостью линий снабжения у оппозиции; ограниченностью западной авиации из-за песчаной бури; поддержкой военных советников из Белоруссии.
Частью данной кампании стали третья битва за Брегу, вторая битва за Адждабию и бои на дороге Брега–Адждабия.

## Ситуация накануне
Предыдущее контрнаступление каддафистов произошло в первой половине марта (7—19 марта 2011 года), но с началом иностранной интервенции инициатива вновь перешла к повстанцам Переходного национального совета (ПНС). К тому моменту на востоке страны, на побережье залива Сидра, ливийская армия отбила у оппозиции Бен-Джавад и Брегу, завязав бои за Адждабию и Бенгази.
22 марта при поддержке западной авиации правительственные войска отбиты от Бенгази. На следующий день они отходят под Адждабию. 26 марта лоялисты начали отступать из этого района. Повстанцы немедленно усилили натиск и без боя взяли Брегу. 27 марта антиправительственные отряды без единого выстрела захватили Рас-Лануф. К концу дня они вошли в Бен-Джавад, в 150 километрах к востоку от Сирта, где также не встретили сопротивления. Таким образом, за два дня войска ПНС продвинулись на расстояние более 300 километров.
Сирт, к которому устремлялись боевики оппозиции, был ключевым оплотом армии Каддафи.  Накануне его бомбила авиация интервентов. В ходе войны населённый пункт приобрёл важное значение как благодаря стратегическому расположению, так и из-за своей символической ценности (Каддафи фактически превратил его во вторую столицу). Доминирующим племенем здесь была гадхадфа, поддержавшая ливийские власти. Вторая по численности группа – фирджаны – симпатизировала ПНС. В целом же, в Сирте доминировали именно проправительственные настроения.
Однако повстанцы уже находились на территориях с преобладанием сторонников Каддафи. Так, например, в Бен-Джаваде, в отличие от других городов, где оппозиционные отряды встречали как освободителей, особых симпатий к ПНС не наблюдалось. Здесь можно было увидеть лишь несколько флагов противников режима. Не было даже антиправительственных граффити, а выдержки из «Зелёной книги» Каддафи всё ещё висели на видных местах по всему городу.

## Силы сторон
Как заявляли боевики, на данном участке фронта они располагали «самыми совершенными из своих войск». Тем не менее СМИ отметили, что большинство повстанцев не обучены, едва вооружены и, по-видимому, не имеют организованного руководства. Скорее всего, мятежные отряды в заливе Сидра возглавлял генерал Халифа Хафтар. Очевидцы видели его в нескольких километрах от линии фронта. C воздуха силы ПНС прикрывали американские, британские и французские самолёты.
Против повстанцев выступили бойцы бригады Саади, одного из сыновей лидера страны, и ополченцы. Именно эти войска должны были оборонять Сирт. Так как иностранная авиация до этого разбила танковые и воздушные силы каддафистов, то ударной силой властей стали миномёты и артиллерия. Сторонники ПНС, в частности, сообщали об обстрелах с «Града».

## Ход боевых действий

### Конец марта
28 марта силы повстанцев взяли город Нофалия (это стало наибольшим продвижением оппозиционеров на сиртском направлении до летнего наступления). Потом боевики продвинулись к деревне Харава. Там они пытались договориться с вождями племён, чтобы местные жители выступили против правительства. Однако деревенское ополчение атаковало повстанцев с использованием автоматического оружия, и боевики были вынуждены уйти. В то же время из Бен-Джавада выдвинулась большая колонна мятежников, которая несколько раз попадала в засады противника. Благодаря придорожным стычкам каддафистам удалось обойти сторонников ПНС и атаковать их с тыла. Это заставило силы оппозиции вернуться в Нофалию. Часть отступила обратно в Бен-Джавад.
29 марта силы Каддафи усилили удары по противнику, вынудив ополчение ПНС покинуть Нофалию и перебраться в Бен-Джавад. После боя и этот город перешёл под контроль правительства, а боевики бежали в сторону Рас-Лануфа, который вскоре попал под атриллерийский обстрел и также пал. До 30 марта линия фронта находилась между Рас-Лануфом и Брегой, где на тот момент велась артиллерийская перестрелка. Скоро ливийская армия отбила местный нефтеперерабатывающий завод, вынудив оппозиционеров отступить дальше на восток. Неожиданно к боям подключилась французская авиация, начав наносить удары по силам лоялистов у Рас-Лануфа.
31-го бойцы правительственных войск берут Брегу, но сторонники ПНС поспешили тут же отбить город. Первая попытка штурма длилась всего 5 минут, после чего повстанцы под огнём тяжёлой артиллерии вынуждены были отступить. Позже позиции каддафистов в городе попали под бомбардировку самолётов НАТО. Воспользовавшись моментом, оппозиционеры сумели войти в Брегу (северо-восточный район 3). Завязались уличные бои. К концу дня, после тяжёлых боёв, правительственные силы отбили контратаку противника и сохранили контроль над Брегой.

### Первая половина апреля
В начале апреля сторонники ПНС несколько раз пытались отбить город в ходе тяжёлых уличных боёв.
1—2 апреля происходили столкновения на восточных окраинах Бреги. Бои охватили и район местного университета. 5 апреля, после успешной засады каддафистов, войска оппозиции отступили на 5 километров на восток, закрепившись в Эль-Арбине. 7 апреля боевиков ПНС случайно атаковали самолёты интервентов. Воспользовавшись замешательством повстанцев, сторонники Каддафи предприняли новый артиллерийский удар по позициям противника, после чего оппозиция отступила к Адждабии, где войска ПНС планировали перегруппироваться.
8 апреля каддафисты развернули атаку на город. Защитников поддерживала британская авиация. 9 апреля отряды боевиков осуществили контратаку на брегском направлении, добравшись до университета, после чего отступили. В ответ каддафисты открыли сильный артиллерийский огонь по Адждабии, а потом атаковали город с севера, запада и юга. В воздух снова были подняты самолёты НАТО, от действий которых пострадали сами повстанцы. Тем временем сторонники Каддафи ворвались в Адждабию. 10-го числа они почти прорвались к центральным районам, но на следующий день под ударами ПНС и НАТО армия правительства отступила. В последующие дни лоялисты ограничились обстрелами города. 15-го числа на брегском направлении боевики ПНС совершили новую попытку контратаковать, но были разбиты. На следующий день рейды повстанцев к Бреге повторились, но всё так же не имели успеха.

## Последующие события
17 апреля каддафисты организовали массированную атаку на силы противника под Брегой. Под ударами правительства мятежники отступили от окраин города. Тем временем в Адждабии, большая часть населения которой уже эвакуировалась, началась паника, однако лояльные Каддафи войска в дальнейшем попытки взять город не предпринимали.
Во второй половине апреля правительственные войска отошли на позиции в 40 км от Адждабии, где сформировался позиционный фронт. К концу июня ни каддафисты, ни повстанцы не смогли продвинуться вперёд. Стремясь выйти из тупика, военно-воздушные силы НАТО начали усиленную бомбардировку позиций войск лоялистов; однако к середине июля ситуация практически не изменилась. В конце концов, 14 июля ополченцы ПНС начали наступление в сторону Бреги у и 22 августа установили контроль над городом.

## Факторы успеха

### Со стороны повстанцев
Военные командиры оппозиции предположили, что в их поражении отчасти виноваты отсутствие дисциплины и растяжимость линий снабжения.
Корреспондент «Вести ФМ» Андрей Попов отметил, что отступление стало следствием сокращения авианалётов международной коалиции. Недостаточная поддержка авиации НАТО, по словам репортёров, была вызвана песчаной бурей, которая произошла 29 апреля, и плохой видимостью с воздуха. 16—18 апреля также было серьёзное ухудшение погодных условий (ветер до 9 баллов, песчаная буря), вследствие чего западная коалиция не могла осуществлять боевые операции в восточной Ливии. Однако даже когда удары производились, то из-за неорганизованности войск ПНС, как заявляли иностранные журналисты, им не всегда удавалось воспользоваться ситуацией.
«Радио Свобода» в статье от 30 марта сообщало о нехватке оружия, поскольку госсекретарь США Хиллари Клинтон отказала боевикам в поставках. Как заявила она сама: «Мы не принимали решения о вооружении повстанцев или передаче им какого-либо оружия, поэтому в настоящий момент нет необходимости обсуждать этот вопрос. Что мы действительно обсуждали, так это финансовые нужды Временного национального совета Ливии и возможности международного сообщества».

### Со стороны каддафистов
Кандидат военных наук Анатолий Цыганок отметил, что ливийское правительственное командование учло особенности боевых действий на своей территории. По словам эксперта, так как перемещения обеих сторон были привязаны к шоссе, то подразделениям требовались высокая скорость, определённая автономность в снабжении, а по прибытии — быстрота атаки и максимальная огневая мощь на период броска пехоты. Поэтому для войны вдоль дорог использовалась лёгкая автомобильная техника (пикапы-тачанки), которую из воздуха трудно отличить от гражданского транспорта. Ливийцы знали об этом со времён войны с Чадом: в конфликте бронетанковые подразделения Каддафи были разгромлены в столкновениях с более мобильным войском.
По этой причине с третьей недели гражданской войны армия лоялистов стала отказываться от бронетехники, которую легко уничтожить с воздуха, и по примеру повстанцев начала использовать быстроходные джипы, в кузове которых устанавливали НУРС, тяжёлый пулемёт либо зенитную пушку. Вдобавок, как писал Цыганок, бойцы правительственных отрядов повсеместно выводили из строя автозаправочные станции, оставляя оппозицию без топлива и сковывая её действия. Вооруженное ополчение было слабо подготовлено к ведению длительных боевых действий в условиях отрыва от баз снабжения. Оказавшись без топлива, повстанцы не могли ни наступать, ни своевременно отступать, что вело к значительным потерям техники и бойцов.
Согласно статье «Комсомольской правды», опубликованной 6 апреля, во многом изменениям в тактике ливийских войск поспособствовали белорусские военные советники. По мнению издания, именно они предложили отказаться от бронетехники в пользу пикапов, а также внесли некоторые элементы партизанской войны. Как писалось: «Верные правительству войска не только сохранили боеготовность, но и идут в контрнаступление, отвоёвывая у оппозиции один город за другим. <...> Повстанцы последними снарядами отстреливаются от наступающих правительственных войск. Но силы не равны: оппозиционеры откатываются всё дальше на восток». Стойкость армии Каддафи в условиях иностранной интервенции и способность проводить контрнаступление связывалось именно с белорусским фактором. Издание отметило: «НАТО оказалось сильно озадачено — эффективность их авианалётов свелась к минимуму. Даже Саддам Хусейн не водил их так хитро за нос и был разгромлен в считанные дни».

## Реакция и контрмеры
На фоне продвижения противника вооружённые отряды оппозиции призвали Францию и других союзников по военной операции спасти их положение.
29 марта, в ответ на просьбы боевиков, западная авиация атаковала ряд городов на западе Ливии: Мисурата, Злитен, Аль-Ватия и столица страны Триполи. В последнем случае налёту подвергся квартал Баб-эль-Азизия, в котором располагалась резиденция Каддафи. Целью атак также стали восточные пригороды столицы, где располагались военная база и склады с оружием. На следующий день коалиция начала бомбардировки окрестностей Рас-Лануфа.
На фоне новых воздушных рейдов ливийские власти осудили оказание военной поддержки со стороны НАТО. В коммюнике внешнеполитического ведомства было выражено «сожаление в связи враждебными действиями стран западной коалиции, которые поддерживают вооружённые банды «Аль-Каиды», способствуя их продвижению к городам Рас-Лануф и Марса эль-Брега». Как отмечалось МИД Ливии, «такого рода шаги, предпринимаемые в суверенном государстве-члене ООН, противоречат нормам международного права».
В дальнейшем, как сообщило «Радио Свобода», в свете успехов армии Каддафи США и Великобритания заявили, что не исключают возможности поставки оружия повстанцам. Однако Резолюция Совета Безопасности ООН 1973, на основании которой проводилась интервенция, запрещала поставки вооружений. Тем не менее Франция без предварительной консультации с союзниками развернула секретную операцию по снабжению войск ПНС. Акция была вызвана застоем на фронте. Полуофициальная информация о вооружении противников Каддафи из-за рубежа поступала и ранее, однако в предыдущих делах был замешан только Катар. Как заявил Генеральный секретарь НАТО Андерс Фог Расмуссен, альянс не был причастен к французской инициативе.